# Кулубаев, Жээнбек Молдоканович
Жээнбек Кулубаев (род. 5 апреля 1963, Чырпыкты, Иссык-Кульская область) — киргизский государственный и политический деятель, дипломат, занимает должность министра иностранных дел Кыргызской Республики с 22 апреля 2022 года. Ранее занимал высшие должности в посольствах Кыргызстана по миру.

## Биография
Родился родился 5 апреля 1963 года в селе Чырпыкты Иссык-Кульской области.
Окончил Московский военный институт и Дипломатический институт МИД Китая.

## Карьера
- 1992—1996 — второй секретарь, первый секретарь, советник отдела стран Азии и Тихого океана МИД;
- 1996—1998 — начальник управления стран Востока МИД;
- 1998—2001 — советник посольства в Китае;
- 2001—2003 — начальник Управления стран Востока МИД,
- 2003—2004 — заместитель министра иностранных дел;
- 2004—2007 — заместитель исполнительного секретаря Шанхайской организации сотрудничества;
- 2007—2009 — посол в Малайзии;
- 2009—2013 — посол в Китае;
- 2010—2013 — посол в Монголии и Сингапуре по совместительству;
- 2013—2016 — директор департамента восточных стран МИД КР.
- 2016 — октябрь 2018 — директор четвёртого политического департамента МИД КР.
- октябрь 2018 — август 2021 посол в Казахстане;
- август 2021 — апрель 2022 заведующий отдела внешней политики администрации президента КР.

С 22 апреля 2022 года — и. о. министра, с 29 апреля — министр иностранных дел Кыргызской Республики.

## Награды
Награды — медаль «Данк», орден «Достық» (Казахстан) II степени.